# Renegade Soundwave
Renegade Soundwave est un groupe britannique de breakbeat, originaire de Londres, en Angleterre, actif entre 1987 et 1995.

## Histoire
En 1990, le groupe passe chez Mute Records et sort son premier LP Soundclash, rapidement suivi par In Dub. La version japonaise de In Dub contient un deuxième disque de morceaux qui n'étaient disponibles que sur les premiers singles de 12 pouces du groupe. À ce moment-là, Bonnie se retire pour poursuivre une carrière solo (citant des différences musicales), laissant Briottet et Asquith continuer en tant que duo. Après deux autres albums, le groupe se sépare officiellement en 1995, laissant derrière lui quatre albums et 12 singles.

## Discographie
- 1990 : Soundclash (Mute ; R-U : no 74[2])
- 1990 : In Dub (Mute Records)
- 1991 : In Dub (Japan-only 2-CD Version) (Mute Records)
- 1994 : Howyoudoin? (Mute Records ; CMJ Radio Top 150 : no 115[3])
- 1995 : The Next Chapter of Dub (Mute Records)

### Compilations
- 1996 : RSW 1987-1995 (Mute Records)[4]

### Singles
- 1986 : Kray Twins
- 1987 : Cocaine Sex
- 1988 : Biting My Nails (US Modern Rock Tracks : no 11[5])
- 1988 : Probably a Robbery (R-U no 38)
- 1989 : Space Gladiator / The Phantom
- 1990 : Thunder II
- 1992 : Women Respond to Bass
- 1994 : Renegade Soundwave (R-U : no 64)
- 1995 : Brixton
- 1995 : Positive ID
- 1995 : Positive Dub Mixes[2]